# Ethelurgus curticauda
Ethelurgus curticauda är en stekelart som först beskrevs av Hellen 1967.  Ethelurgus curticauda ingår i släktet Ethelurgus och familjen brokparasitsteklar. Inga underarter finns listade i Catalogue of Life.